# Wahlen zum Repräsentantenhaus der Vereinigten Staaten 1852
Die Wahlen zum Repräsentantenhaus der Vereinigten Staaten 1852 fanden ab dem 2. August 1852 statt. Dabei wurden in den Vereinigten Staaten an verschiedenen Wahltagen die Abgeordneten des Repräsentantenhauses gewählt. Die Wahlen waren Teil der allgemeinen Wahlen zum 33. Kongress der Vereinigten Staaten in jenem Jahr, bei denen auch ein Drittel der US-Senatoren gewählt wurden. Gleichzeitig fand auch die Präsidentschaftswahl des Jahres 1852 statt, die der Demokrat Franklin Pierce gewann.
Zum Zeitpunkt der Wahlen bestanden die Vereinigten Staaten aus 31 Bundesstaaten. Die Zahl der zu wählenden Abgeordneten betrug 234. Die Sitzverteilung im Repräsentantenhaus basierte auf der Volkszählung von 1850. Bei den Wahlen gewannen die Demokraten weitere 30 Sitze hinzu und setzten ihren in den letzten Wahlen begonnenen Aufwärtstrend fort. Mit nun 157 Mandaten stellte sie eine Zweidrittelmehrheit im Repräsentantenhaus. Auf der anderen Seite ging der Abstieg United States Whig Party mit einem Verlust von 14 Mandaten weiter. Die in den Südstaaten beheimatete Partei der Unionisten, die zwei Jahre zuvor noch 10 Mandate errungen hatte, gab es inzwischen nicht mehr. Die Free Soil Party, die gegen die Sklaverei auftrat konnte 4 Sitze behaupten. Ein in den Jahren bis einschließlich 1860 immer präsenter werdendes Wahlkampfthema war im Vorfeld des Amerikanischen Bürgerkriegs die Frage der Sklaverei und die der Rechte der Einzelstaaten.
Frauen und Sklaven waren weder wahlberechtigt noch wählbar. In vielen Bundesstaaten waren auch freie Afroamerikaner von der Wahl ausgeschlossen.

## Wahlergebnis
- Demokratische Partei 157 (127) Sitze
- United States Whig Party: 71 (85) Sitze
- Free Soil Party: 4 (4) Sitze
- Unionisten: 0 (10) Sitze
- Sonstige: 2 (7) Sitze

Gesamt: 234
In Klammern sind die Ergebnisse der letzten Wahl zwei Jahre zuvor. Veränderungen im Verlauf der Legislaturperiode, die nicht die Wahlen an sich betreffen, sind bei diesen Zahlen nicht berücksichtigt, werden aber im Artikel über den 33. Kongress im Abschnitt über die Mitglieder des Repräsentantenhauses bei den entsprechenden Namen der Abgeordneten vermerkt. Das Gleiche gilt für Wahlen in Staaten, die erst nach dem Beginn der Legislaturperiode der Union beitraten. Daher kommt es in den Quellen gelegentlich zu unterschiedlichen Angaben, da manchmal Veränderungen während der Legislaturperiode in die Zahlen eingearbeitet wurden und manchmal nicht.